# Borčice
Borčice este o comună slovacă, aflată în districtul Ilava din regiunea Trenčín. Localitatea se află la altitudinea de 228 m deasupra n.m., se întinde pe o suprafață de 4,12 km2 și în 2017 număra 624 de locuitori. Se învecinează cu comuna Bolešov.

## Istoric
Localitatea Borčice este atestată documentar din 1238.

## Demografie
| An:                | 1994 | 2004   | 2014    | 2024    |
| ------------------ | ---- | ------ | ------- | ------- |
| Număr de persoane: | 392  | 377    | 535     | 752     |
| Diferență:         |      | −3,82% | +41,90% | +40,56% |

| An:                | 2023 | 2024   |
| ------------------ | ---- | ------ |
| Număr de persoane: | 746  | 752    |
| Diferență:         |      | +0,80% |